# Adriano Viterbini
Adriano Viterbini (Marino, 15 agosto 1979) è un chitarrista, cantante e compositore italiano. Noto per essere chitarrista e fondatore dei Bud Spencer Blues Explosion, degli I Hate My Village e dei Black Friday.

## Biografia
Originario di Castel Gandolfo comincia a suonare all'età di 5 anni, prima il pianoforte e poi chitarra elettrica ed acustica. 
Dal 2000 comincia a ritagliarsi un ruolo poliedrico nella scena musicale romana, collaborando in studio o dal vivo con numerosi artisti. Dichiara di ispirarsi a Ry Cooder, Blind Wille Johnson, RATM, Tinariwen, Nuno Bettencourt, Weezer, Beck.
Nel 2007 fonda insieme a Cesare Petulicchio il duo Bud Spencer Blues Explosion, registrando nello stesso anno un EP autoprodotto e raggiungendo il successo nel 2009 con un album eponimo grazie ad una storica esibizione al concerto del Primo Maggio a Roma. 

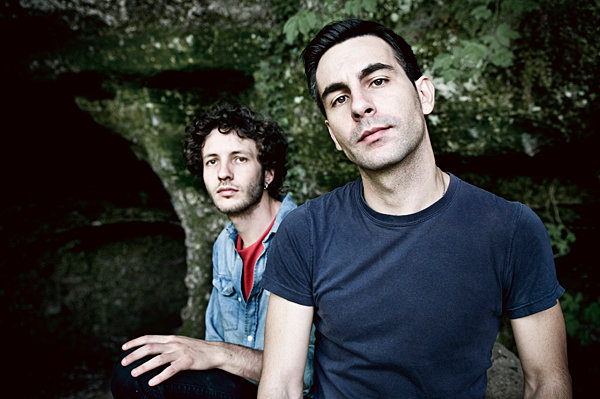
Cesare Petulicchio ed Adriano Viterbini (destra) nel 2010

Nel 2008 partecipa all'album Metamorfosi di Raf e al seguente Metamorfosi Tour. Nel 2010 crea il progetto Black Friday insieme a Luca Sapio, realizzando l'album Hard Times. 
Il 22 marzo 2013 pubblica un disco solista dal titolo Goldfoil per l'etichetta Bomba Dischi. Il disco è registrato e mixato a Roma ed è composto da 12 brani strumentali di matrice blues-minimale. In un brano collabora Alessandro Cortini dei Nine Inch Nails. Sempre nel 2013 realizza un album collaborativo con il contrabbassista jazz Enzo Pietropaoli. Il disco, dal titolo Futuro primitivo, è stato registrato dal vivo all'Auditorium Parco della Musica. Nel 2014 suona nel Nomad Tour dell'artista africano Bombino, partecipando a concerti in Italia ed in Europa. Sempre nello stesso anno partecipa alla registrazione del disco Il padrone della festa ed al tour del trio Fabi-Silvestri-Gazzè.
Il 23 ottobre 2015 esce il suo secondo disco solista intitolato Film O Sound,  album strumentale prodotto artisticamente da Marco Fasolo dei Jennifer Gentle. Il disco vanta la partecipazione di Bombino e Alberto Ferrari dei Verdena. Nel 2016 suona nell'album Inumani e nei live dei Tre Allegri Ragazzi Morti. Partecipa al tour della cantante maliana Rokia Traoré per l'album Né So suonando in Europa ed in Africa. Dal 2017 diventa chitarrista in studio e dal vivo nella band di Nic Cester suonando in Australia ed in Europa, aprendo i concerti dei Kasabian e Muse.
Collabora con i Cor Veleno all'album Lo spirito che suona, dove sono presenti canzoni postume del rapper romano Primo Brown morto nel 2016. Suo è il suono ed il riff di chitarra nel brano Malamore di Enzo Carella rivisitato da Riccardo Sinigallia per la colonna sonora del film Lo Spietato.
Nel 2019 fonda la band I Hate My Village insieme a Fabio Rondanini (Calibro 35, Afterhours), Alberto Ferrari (Verdena) e Marco Fasolo (Jennifer Gentle) coi quali pubblica l'omonimo album. Nell'estate del 2021 è in tour con Bombino per una serie di concerti in duo. Fonda insieme a Riccardo Sinigallia e Ice One il trio sperimentale ON.

## Discografia

### Da solista
- 2013 – Goldfoil
- 2015 – Film O Sound